# Johann Kaspar Wettstein
Johann Kaspar Wettstein (* 1. Februar 1695 in Basel; † 27. Oktober 1760 in Tunbridge Wells) war ein Schweizer Theologe, Hauslehrer, Kaplan, Hofprediger beim Prince of Wales Friedrich Ludwig von Hannover und Erzieher der Söhne von Lord Huntington.

## Leben und Werk
Johann Kaspar Wettstein war der zweitälteste Sohn des Politikers Johann Rudolf Wettstein und der Ursula, geborene Mangold (1656–1738).
Ab 1707 studierte Wettstein an der Universität Basel Theologie bei Samuel Werenfels, Jakob Christoph Iselin, Johann Ludwig Frey und Hieronymus Burckhardt. 1714 schloss er sein Studium ab. 1716 war Wettstein in Paris, Ville Neuve, der Hauslehrer bei einem gewissen Sarrau. 1719 erhielt Wettstein die Stelle eines Hauskaplans beim holländischen Gesandten in Paris, Baron Cornelius Hop. 1722 erkrankte Wettstein und kehrte nach Basel zurück. 1723 reiste er wieder nach Paris, wo er als Kaplan bei Lukas Schaub arbeitete, der seit 1721 englischer Gesandter in Paris war.
Als Schaub 1724 nach London abberufen wurde, reiste Wettstein mit, um für ihn als Privatsekretär zu arbeiten. Durch die Vermittlung von Schaub erhielt Wettstein von Sir Lionel Tollemache 3. Earl of Dysart (1648–1727) den Auftrag, dessen siebzehnjährigen Enkel Lord Huntingtower (1708–1770) als Hofmeister auf eine Bildungsreise durch Europa zu begleiten. Die Reise führte sie 1725 nach Amsterdam, Frankfurt und Basel.
Bedingt durch Sir Lionel Tollemaches Tod mussten sie im März 1727 die Schweiz Richtung London verlassen. Im Frühjahr 1728 wurde die Reise fortgesetzt und führte sie nach Paris, Lyon, Turin, Mailand und Venedig. Später ging es nach Innsbruck, Hannover und zu Weihnachten 1728 waren sie wieder in London. Da sein verstorbener Auftraggeber Wettstein schlecht oder überhaupt nicht ausbezahlte und der junge Earl of Dysart, der den Titel seines Grossvaters geerbt hatte, auch nicht daran dachte, Wettstein auszuzahlen, musste er sich auf den Reisen verschulden.
1733 versuchte sich Dysart seiner finanziellen Verpflichtungen gegenüber Wettstein dadurch zu entledigen, dass er ihm die freigewordene Pfarrei seines Besitztums Helmingham verschaffte. Obwohl die Pfarrei auch verschuldet war, sicherte ihm die Anstellung wenigstens ein regelmässiges Einkommen.
1735 reiste Wettstein zu seiner Mutter nach Basel zurück – sie starb im Januar 1738 – und um seine Finanzangelegenheiten, d. h. vor allem seine Schulden, zu regeln. Im April 1736 wurde Wettstein durch die Vermittlung von Lukas Schaub und John Carteret, 2. Earl Granville, Englischlehrer von Friedrich Ludwig von Hannover.
Wettstein konnte nun wieder in London leben und liess seine Pfarrei durch einen Vikar versehen, was damals allgemein praktiziert wurde. Seine Beziehung zu John Carteret vertiefte sich, und so begleitete Wettstein einen Sohn von Carteret 1740/1741 auf eine grössere Europareise. Diese führte sie an viele deutsche Höfe, so nach Dresden, Gotha, Weissenfels, Altenburg, Breslau und Petersburg. Ihre Rückreise führte sie nach Wien, Basel und Rotterdam.
Beim Eintritt Englands in den Österreichischen Erbfolgekrieg begleitete Wettstein Lord Carteret als Privatsekretär nach Holland und Hannover, dann zur Armee; er schrieb über die entscheidende Schlacht bei Dettingen eine Relation. In der kurzen Zeit von Carterets Regierungsleitung von Februar 1742 bis November 1744 erhielt Wettstein häufig Bitten aus der Heimat um Vermittlung von Stellen in englischen Schweizerregimentern und andere Dinge, wie er denn seiner Heimat überhaupt als willkommener Gewährsmann in England diente.
1747 heiratete Wettstein die einunddreissigjährige Anna Elisabeth Sarasin (1716–1781). Sie war die älteste Tochter von Franz Sarasin-Fattet (1695–1746) und der Susanne Katharina Sarasin-Fattet (1697–1754). Ihre Brüder waren Lukas Sarasin-Werthemann und Jakob Sarasin-Battier. Seine Frau brachte ein beträchtliches ererbtes Vermögen in die Ehe. Wettstein und seine Frau hatten zwei Töchter; die erste wurde 1749 tot geboren. Augusta, die zweite Tochter, wurde 1752 geboren und verstarb 1753.
Nach dem Tod Friedrich Ludwigs von Hannover 1751 blieb Wettsteins Stelle eines Kaplans der Princess of Wales bestehen; die Pfarrei in Helmingham liess er nach wie vor durch einen Vikar versehen. 1752 ernannte die Königliche Preussische Akademie in Berlin Wettstein zu ihrem Mitglied, und 1754 wurde er Mitglied der Royal Society in London. 1754 besuchte Wettstein zum letzten Mal Basel. Ein Asthmaleiden zwang ihn 1760 zu einem Kuraufenthalt in Tunbridge Wells, wo er am 15. August 1760 verstarb. Seine Frau heiratete später den Offizier in französischen Diensten Gottlieb Philipp von Gingins (1731–1783).
Johann Kaspar Wettstein fand seine letzte Ruhestätte auf dem Friedhof von St Mary’s Church in Speldhurst.